# Asplenium cyatheifolium
Asplenium cyatheifolium là một loài dương xỉ trong họ Aspleniaceae. Loài này được Rich. mô tả khoa học đầu tiên năm 1834.
Danh pháp khoa học của loài này chưa được làm sáng tỏ. 